# Nomada longicornis
Nomada longicornis är en biart som beskrevs av Heinrich Friese 1920. Nomada longicornis ingår i släktet gökbin, och familjen långtungebin. Inga underarter finns listade i Catalogue of Life.